# Pontormo
Jacopo Carrucci (Pontormo, cerca de Empoli, 24 de mayo de 1494-Florencia, 2 de enero de 1557), también conocido como Jacopo da Pontormo, Jacopo Contormo, o más comúnmente como Pontormo, fue un pintor renacentista italiano.

## Biografía
Jacopo Carrucci nace en la localidad de Pontormo, cerca de Empoli, hijo de Bartolomeo di Jacopo di Martino Carrucci y de Alessandra di Pasquale di Zanobi. Giorgio Vasari, que relata cómo el niño huérfano paseaba «joven, sólo y melancólico», lo acoge como aprendiz.
Jacopo no llevaba muchos meses en Florencia cuando Bernardo Vettori lo envía a una estancia con Leonardo da Vinci para más tarde estar a cargo de los maestros Mariotto Albertinelli, Piero di Cosimo, y finalmente, en 1512, con Andrea del Sarto junto con Rosso Fiorentino, con quien no permanecería  mucho tiempo ya que después de hacer los cartones para el arco de Servites, estos no fueron del agrado de Andrea, lo que hace que se acabe de hartar y se marche.
Pontormo pinta solamente alrededor y en la misma Florencia, apoyado por el patrocinio de los Médici.

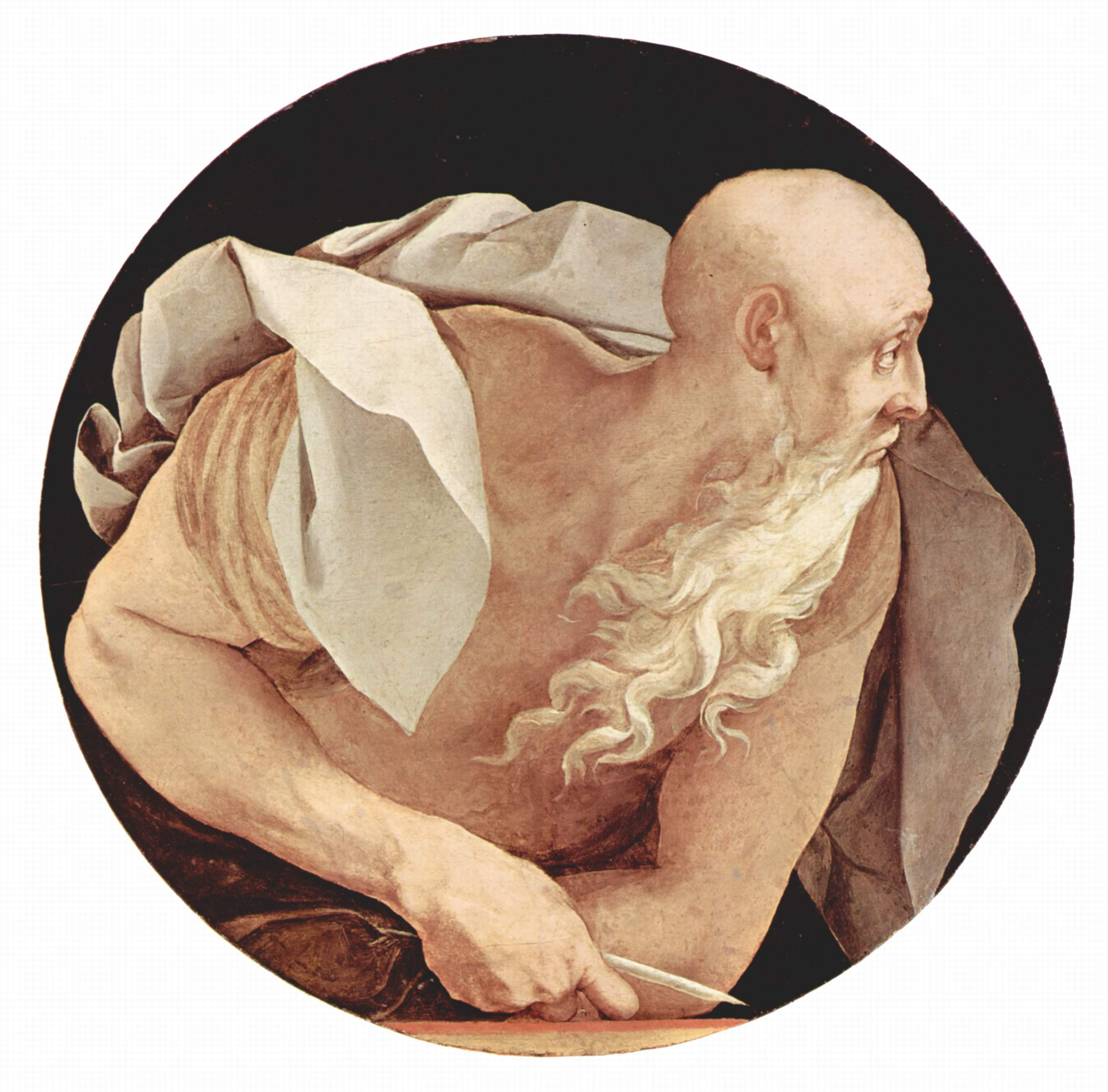
San Juan Evangelista, ca 1525. Fresco de la capilla Capponi, Sta Felicità, Florencia.

Después de visitar Roma, y ver los trabajos de Miguel Ángel se  deja notar la influencia en su obra y posteriormente, mediante la observación de los grabados de Durero por el llamado estilo nórdico. La frecuencia de caras y los cuerpos alargados son característicos de su trabajo. Un ejemplo del estilo temprano de Pontormo es la Visitación de la Virgen y Santa Isabel, con sus figuras balanceadas, pintado entre 1514 y 1516 para la iglesia de la parroquia de San Michele en Carmignano, en los alrededores de Florencia.
Entre 1519 y 1520 Pontormo participó en la decoración del fresco del salón de la villa medicea de Poggio a Caiano, no lejos de Florencia. Allí pintó el fresco en un estilo género pastoral, muy infrecuente para los pintores florentinos; su tema era el mito clásico de Vertumnus y Pomona en una luneta.
En 1522, al extenderse la peste en Florencia, Pontormo se trasladó a la Cartuja de Galuzzo en la que pintó una serie de frescos dedicados a la Pasión y resurrección de Cristo, ahora dañados y trasladados para su preservación a la sala capitular.
Pontormo es uno de los más conspicuos representantes de una corriente que en los inicios del siglo XVI reaccionó contra el clasicismo pictórico derivado del Renacimiento, corriente que buscó concretar tal reacción por medio de una intensa experimentación y la superación de los cánones preestablecidos. En lo que atañe a Pontormo, su experimentación muchas veces expresa una personalidad extravagante.
En 1545 le fue encargada la decoración de la iglesia de San Lorenzo en Florencia, pero tal decoración fue destruida en el siglo XVIII.

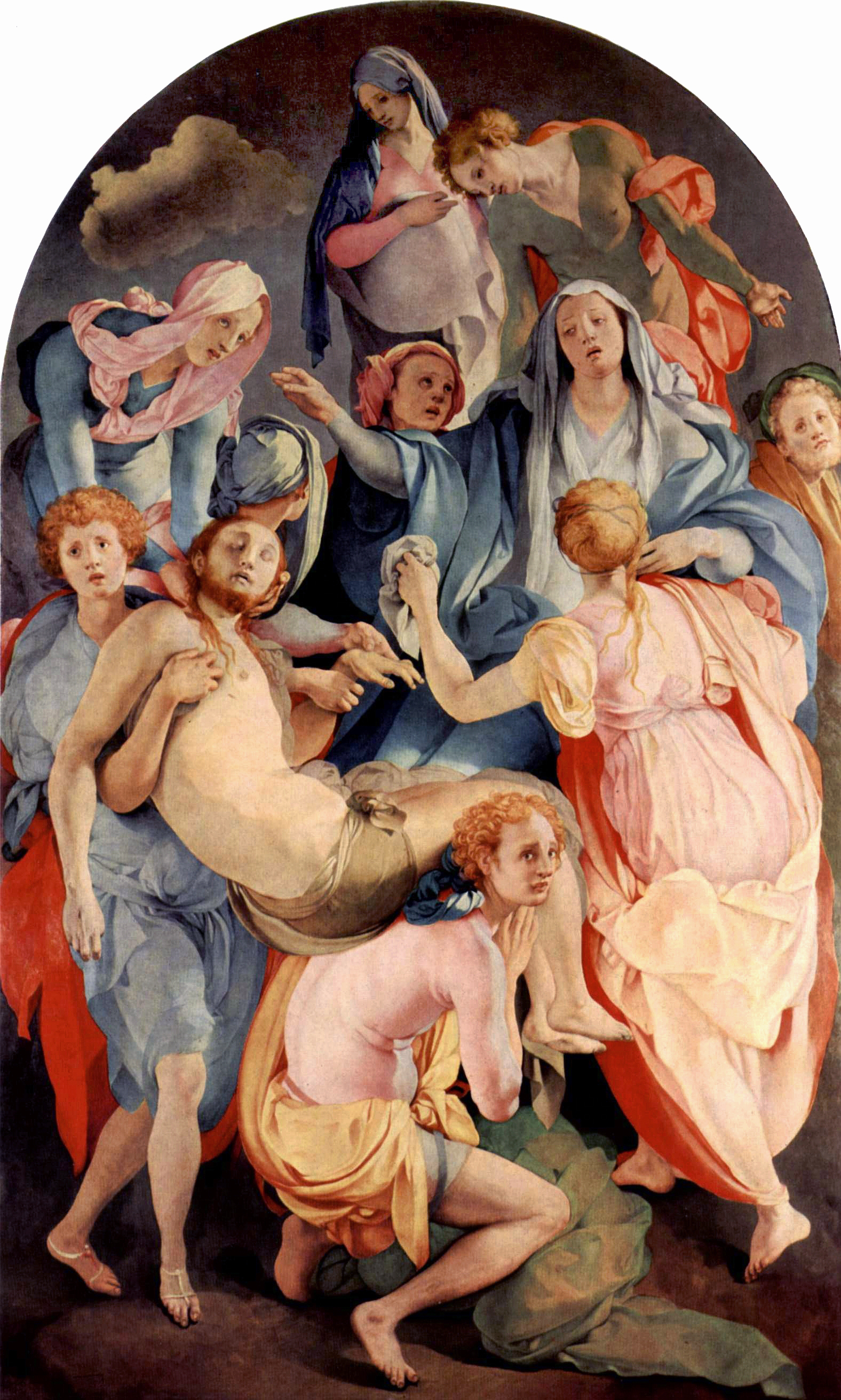
El descendimiento de la cruz.

## El descendimiento de la Cruz
El gran lienzo del retablo de la Capilla Capponi, diseñado por Filippo Brunelleschi en la iglesia de Santa Felicita es considerada por muchos la obra maestra (1528) de entre las que han sobrevivido hasta nuestros días. De la decoración de la bóveda de la capilla ahora perdida, sobreviven cuatro tondos con los Evangelistas, trabajados conjuntamente por Pontormo y por su discípulo e hijo adoptivo Agnolo Bronzino. En el altar está situada la obra maestra de Pontormo, El descendimiento.
Las figuras, con sus formas bruscamente modeladas y brillantes, los colores duros se unen en un espacio austero y aplanado. Los dolientes y apenados que están bajando a Cristo aparecen como angustiados. Este óvalo triste y tumultuoso de figuras le llevó tres años antes de que Pontormo lo terminara. Colabora en el resto de la decoración mano a mano con Bronzino, su principal discípulo, tan parecido al maestro que incluso los especialistas discuten cuál de las rotondas pintó cada uno de ellos. El fresco de la Anunciación situado en columnas adyacentes se asemeja al estilo de la Visitación en Carmignano.
La galería Uffizi próxima, contiene el místico Emmaus su conocido retrato. Muchos de los lienzos conocidos de Pontormo, tales como José siendo vendido a Potiphar, el Martirio de San Mauricio y La legión de Theban (c.1531) representan a muchedumbres de personas que se arremolinan  en Contrapposto.
Sus retratos demuestran semejanzas en proporciones con el manierismo.

## Obras perdidas o dañadas
Muchos de los trabajos de Pontormo se han dañado, incluyendo los lunetos para el claustro en el monasterio cartujo de Galluzo. La más trágica es la pérdida de los frescos inacabados para la iglesia de San Lorenzo que se perdieron. Sus frescos representaron un día de juicio integrado por un mosaico inquietante de figuras. En la película de Giovanni Fago, Pontormo, un amor herético, se evoca su soledad y en última instancia lo paranoico de su proyecto. Los dibujos restantes, demostrando jirones extraño y místicos de cuerpos que tenían un efecto casi alucinante. La figura florentina de la pintura había tensionado principalmente las figuras esculturales lineales y verticales. Jesús en la pared de la capilla de Sixtina es un bloque pintado masivo, en su  juicio; por el contrario, el Jesús del juicio final de Pontormo se retuerce sinuosamente, como si bailara con los cielos en la danza final. Los montones de ángeles se amontonan sobre él. En su juicio final, Pontormo fue contra la tradición ilustrada y teológica colocando a Dios Padre en los pies de Cristo, en vez de una posición preponderante, una idea Vasari encontró profundamente perturbadora:

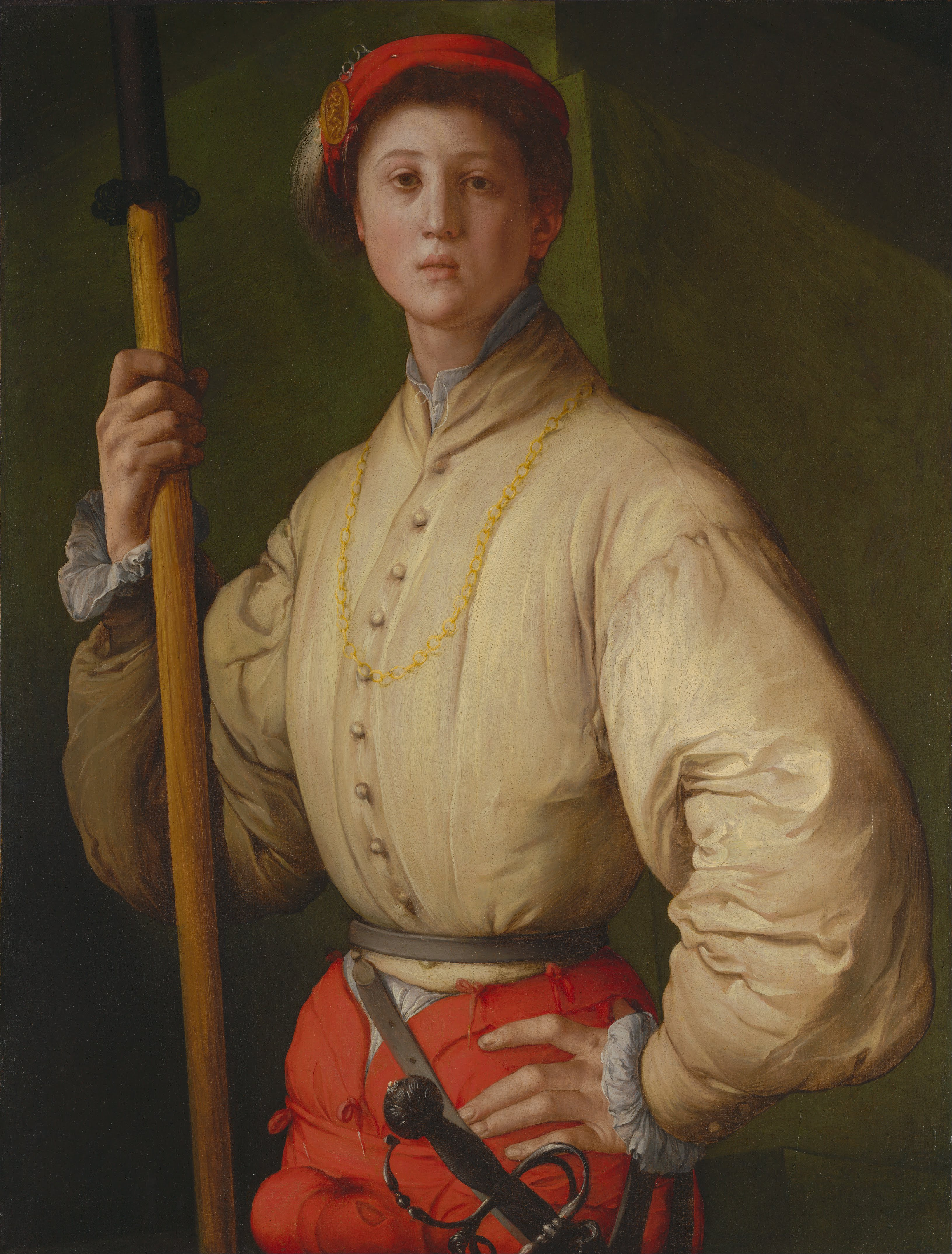
Entre 1989 y 2002, el cuadro de Pontormo Retrato de un alabardero se mantuvo como la obra más cara de un viejo maestro. La adquirió en subasta el Getty Center de Los Ángeles por 35,2 millones de dólares.

Pero nunca he podido entender la significación de esta escena, aunque sé que Jacopo tenía ingenio bastante para ella, y también he preguntado a las personas doctas e indicadas con letras; Significo, qué él habría podido pensar que para significar en esa parte en dónde está Cristo en lo alto, educando a los muertos, y debajo de sus pies está Dios el Padre, que está creando Adán. Además de esto, en una de las esquinas, en dónde están los cuatro Evangelistas, desnudos, con los libros en sus manos, no me parece que en un sólo lugar hiciera cualquier orden de composición, medida, tiempo, variedad en las figuras, diversidad en los colores de la piel, en una palabra, a cualquier regla, proporción o ley de la perspectiva, porque el trabajo en conjunto está lleno de figuras desnudas con un orden, un diseño, una invención, una composición, un color y una pintura ideada después a su propia manera, y con tal melancolía y tan poca satisfacción para él que abandona el trabajo, que determina, aunque yo mismo no lo entiendo porque soy pintor, para dejar que todos puedan verlo para formar su propio juicio, por la razón que creo que me conduciría enojado a ella, y me enterraría vivo, incluso mientras que aparece a mí ese Jacopo en el período de once años que pasó sobre él intentó enterrarse y todo que pudieron ver la pintura, entre todas esas figuras extraordinarias... Con todo esto me aparece que en este trabajo él no prestó ninguna atención a cualquier cosa excepto ciertas partes, y en las otras piezas más importantes no lo tuvo en cuenta. En una palabra, mientras que él pensaba en este trabajo para sobrepasar todas las pinturas en el mundo del arte, él falló en gran medida igualar sus propios trabajos; de dónde es evidente que él intenta esforzarse más allá de su capacidad y, como era, forzar la naturaleza, arruina las buenas calidades con las cuales él había sido dotado liberalmente por ella.[cita requerida]

## Gravamen crítico y herencia
En La vida de Pontormo de Vasari, lo representa retraído y excesivamente neurótico, mientras que en el centro de los artistas y de los mecenas en su vida, hace una fina introducción a la vida artística del siglo XVI. Un diario de sus últimos dos años de vida. Su personalidad e idiosincrasia dieron a Pontormo un estilo que poca gente podía imitar, a excepción de Bronzino. Él comparte algo del manierismo de Rosso Fiorentino y de Parmigianino. De algunas maneras anticipa el Barroco así como las tensiones de El Greco. Sus excentricidades también dieron lugar a un sentido original de la composición. En el mejor de los casos, sus composiciones son cohesivas. Las figuras de la deposición, por ejemplo, parecen sostenerse: el retiro de ellas haría el edificio derrumbarse. En pocos trabajos, como en los lienzos de José, aparecen las marcas de apretadura para un grupo ilustrado confuso. Es en sus últimos dibujos en los que vemos una fusión agraciada de cuerpos en una composición que incluye el marco oval de Jesús en el último juicio.

## Antología de sus trabajos
Sus trabajos están basados en el siglo XVI

### Primeras obras (hasta 1521)
| Pintura                                                                             | Fecha     | Lugar                                          | Enlace |
| ----------------------------------------------------------------------------------- | --------- | ---------------------------------------------- | ------ |
| Leda y el cisne (atribución incierta)                                               | 1512-1513 | Galería Uffizi, Florencia                      |        |
| Conversación santa                                                                  | 1514      | Capilla San Luca, Santa Annunziata, Florencia  |        |
| Episodio en la vida de hospital                                                     | 1514      | Galleria della Accademia, Florencia            |        |
| Verónica y la imagen                                                                | 1515      | Capilla Medici, Santa Maria Novella, Florencia |        |
| Visitación                                                                          | 1514–1516 | Santa Annunziata, Florencia                    |        |
| Mujer con cesta (atribuido a Andrea del Sarto)                                      | 1516-1517 | Galería Uffizi, Florencia                      |        |
| Panel para la habitación de Pier Francesco Borgherini (los otros dos por Bachiacca) |           |                                                |        |
| José se revela a sus hermanos                                                       | 1516-1517 | Galería Nacional, Londres                      |        |
| José vendido a Potiphar                                                             | 1516-17   | Galería Nacional, Londres                      |        |
| Los hermanos de José suplican por ayuda                                             | 1515      | Galería Nacional, Londres                      |        |
| Pharaoh mayordomo y panadero                                                        | 1516-1517 | Galería Nacional, Londres                      |        |
| José en Egipto                                                                      | 1517-1518 | Galería Nacional, Londres                      |        |
| *San Quintín (atribuido a Giovanmaria Pichi o a Pontormo)                           | 1517      | Pinacoteca Comunale, Sansepolcro               |        |
| Retrato de joyero                                                                   | 1517-1518 | Museo del Louvre, París                        |        |
| Virgen con niño y santos                                                            | 1518      | San Michele Visdomini, Florencia               |        |
| Retrato de músico                                                                   | 1518-1519 | Galería Uffizi, Florencia                      |        |
| San Antonio Abad                                                                    | 1518-1519 | Galería Uffizi, Florencia                      |        |
| Retrato de Cosme el Viejo                                                           | 1518-1519 | Galería Uffizi, Florencia                      |        |
| Juan el Evangelista y el Arcángel Gabriel                                           | 1519      | Iglesia de San Miguel, Empoli                  |        |
| Adoración de los Magos                                                              | 1519-1521 | Palazzo Pitti, Florencia                       |        |
| Vertumnus y Pomona                                                                  | 1519-1521 | Villa medicea de Poggio a Caiano\|             |        |
| Estudio de cabeza de hombre (dibujo)                                                |           | Metropolitan Museum of Art, Nueva York         |        |

### Trabajos entre 1522 y 1530
| Pintura                                                                                | Fecha     | Lugar                                         | Enlace |
| -------------------------------------------------------------------------------------- | --------- | --------------------------------------------- | ------ |
| María con el niño y cuatro santos                                                      | 1520-1530 | Metropolitan Museum of Art, Nueva York        |        |
| Retrato de dos amigos                                                                  | c. 1522   | Colección Cini, Venecia                       |        |
| Virgen con niño y dos santos (¿Bronzino?)                                              | c. 1522   | Galería Uffizi, Florencia                     |        |
| Sagrada Familia con San Juan                                                           | 1522-1524 | Museo del Hermitage, San Petersburgo          |        |
| Virgen con niño y San Juan (atribuido a Rosso Fiorentino)                              | 1523-1525 | Galería Uffizi, Florencia                     |        |
| Oración en Getsemaní (copia por Jacopo da Empoli)                                      | 1523-1525 | Certosa di Galluzo                            |        |
| Camino del Calvario                                                                    | 1523-1525 | Certosa di Galluzo                            |        |
| Cristo ante Pilatos                                                                    | 1523-1525 | Certosa di Galluzo                            |        |
| Deposición                                                                             | 1523-1525 | Certosa di Galluzo                            |        |
| Resurrección                                                                           | 1523-1525 | Certosa di Galluzo                            |        |
| Cena en Emmaus                                                                         | 1525      | Galería Uffizi, Florencia                     |        |
| Estudio de monje cartujo (dibujo)                                                      | 1525      | Galería Uffizi, Florencia                     |        |
| Virgen con niño y dos ángeles                                                          | 1525      | Museo de Arte de San Francisco, San Francisco |        |
| Retrato de joven en rosa                                                               | 1525-1526 | Pinacoteca Comunale, Lucca.                   |        |
| Tabernáculo de San Giuliano, Boldrone, Crucifixión con Virgen y San Juan y San Agustín | 1525-1526 | Galleria dei Disegni, Florencia               |        |
| Nacimiento de San Juan Bautista                                                        | 1526      | Galería Uffizi, Florencia                     |        |
| San Jeremías penitente                                                                 | 1526-1527 | Landesmuseum, Hannover                        |        |
| Virgen con niño y San Juan (¿Bronzino?)                                                | 1526-1528 | Galleria Corsini, Florencia                   |        |
| Virgen con niño y San Juan                                                             | 1527-1528 | Galería Uffizi, Florencia                     |        |
| Mateo, Lucas y Juan (marco pintado por Bronzino)                                       | 1525-1526 | Santa Felicita, Capilla Capponi, Florencia    |        |
| Descendimiento                                                                         | 1526-1528 | Santa Felicita, Capilla Capponi, Florencia    |        |
| Anunciación                                                                            | 1527-1528 | Santa Felicita, Capilla Capponi, Florencia    |        |
| Retrato de Francesca Capponi, como Santa María Magdalena                               | 1527-1528 | Whitfield Fine Art, Londres.                  |        |
| Visitación                                                                             | 1528-1529 | Iglesia de San Michele, Carmignano            |        |
| Virgen con niño, Santa Ana y cuatro santos                                             | 1528-1529 | Museo del Louvre, París.                      |        |
| Once mil mártires                                                                      | 1529-1530 | Palazzo Pitti, Florencia                      |        |

### Obras finales (después de 1530)
| Pintura                                                                | Fecha        | Lugar                                    | Enlace |
| ---------------------------------------------------------------------- | ------------ | ---------------------------------------- | ------ |
| Martirio de San Mauricio y las legiones de Tebas (Pontormo y Bronzino) | 1531         | Galería Uffizi, Florencia                |        |
| Noli me Tangere (¿Bronzino?)                                           | 1531         | Casa Buonarotti, Florencia               |        |
| Retrato de una mujer de rojo y perrito (¿Bronzino?)                    | 1532-1533    | Städelsches Kunstinstitut, Frankfurt     |        |
| Venus y Cupido                                                         | 1532-1534    | Galería de la Academia, Florencia        |        |
| Retrato de Alessandro de Medici                                        | c. 1534-1535 | Philadelphia Museum of Art, Philadelphia |        |
| Retrato de Alessandro de Medici                                        | c. 1534-1535 | Art Institute of Chicago, Chicago        |        |
| Adan y Eva                                                             | 1535         | Galería Uffizi, Florencia                |        |
| Estudio de las tres gracias (dibujo)                                   | 1535         | Galería Uffizi, Florencia                |        |
| Retrato de alabardero                                                  | 1537         | Getty Center, Los Ángeles                |        |
| Retrato de Niccolò Ardinghelli                                         |              | Galería Nacional, Washington D. C.       |        |
| Retrato de Maria Salviati                                              | 1543-1545    | Galería Uffizi, Florencia                |        |
| Escena de sacrificio                                                   | c. 1545      | Museo de Capodimonte, Nápoles            |        |
| Mi libro (diario de Pontormo)                                          | 1554-1556    | Biblioteca Nacional, Florencia           |        |
| Retrato de Pontormo (Bronzino)                                         |              |                                          |        |
| San Francisco (dibujo)                                                 |              | Museum of Fine Arts, Boston              |        |
| San Lorenzo (cartón preparatorio de Fresco)                            |              |                                          |        |